# Pliști, Alba
Pliști este un sat în comuna Gârda de Sus din județul Alba, Transilvania, România. La recensământul din 2002 avea o populație de 18 locuitori.